# 마계전기 디스가이아
《마계전기 디스가이아》는 니폰이치 소프트웨어가 제작하는 전략 롤플레잉 비디오 게임 시리즈이다. 2003년에 발매된 《마계전기 디스가이아》를 시작으로 본편 여섯 편이 제작됐다.
2020년 기준으로 시리즈 전체 판매량이 450만 장으로 집계됐다.

## 매체 목록

### 비디오 게임
- 《마계전기 디스가이아》 (2003)
- 《마계전기 디스가이아 2》 (2006)
- 《마계전기 디스가이아 3》 (2008)
- 《마계전기 디스가이아 4》 (2011)
- 《마계전기 디스가이아 5》 (2015)
- 《마계전기 디스가이아 6》 (2021)

## 참조
1. ↑  일본어: 魔界戦記ディスガイア. 영어판 제목은 《디스가이아》(Disgaea).